# Нуджуд Алі
Нуджуд Алі (араб. نجود علي; народилась у 1998 році) — єменська дівчина, яка у 2008 році стала «Жінкою року — 2008» разом зі своїм адвокатом Шаде Насер.

## Біографічні відомості
У 8 років Нуджуд віддали заміж за людину, що втричі старша за неї. За умовами шлюбного контракту чоловік повинен був ставитися до дівчинки як до дочки, піклуючись про неї до повноліття. Однак школярку віддали чоловіку через тиждень після укладення шлюбного договору (як пояснили її батьки, сім'я дуже бідна і вони боялися, що дочку можуть викрасти, як сталося вже з іншою їхньою дочкою). Чоловік постійно бив і ґвалтував дівчинку.

## Втеча та суд
Через два місяці «шлюбу» дівчинці вдалося втекти і прийти в суд. У Ємені немає обмежень за віком на шлюб, тому сім'ю дівчинки зобов'язали відшкодувати «моральну шкоду» чоловікові у вигляді грошової компенсації, еквівалентної 200 доларам США. Цю суму з власних коштів виплатила адвокат дівчинки Шаде Насер, для якої це було продовженням боротьби, розпочатої відкриттям своєї практики в Сані в 1990-х роках, як першої в Ємені адвокатської контори, очолюваної жінкою.
У 2009 році дівчина опублікувала свої мемуари з допомогою французької журналістки Делфін Мінуа. Роялті з міжнародних продажів книги мали йти на оплату її навчання, проте вона нерегулярно відвідувала школу. 

## Нагороди
Премія «Жінка року» заснована першим президентом СРСР Михайлом Горбачовим у 2003 році і вручається жінкам, які вчинили вчинки, що викликають величезну повагу і стали прикладом для інших.